# Escola franco-flamenga

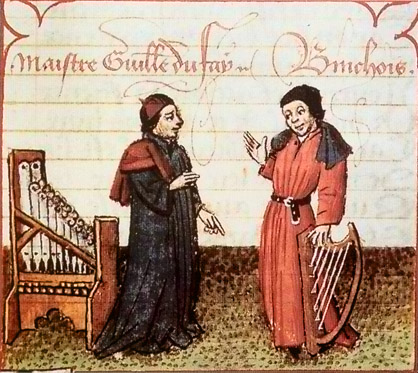
Guillaume Dufay (à direita) e Gilles Binchois

Em termos musicais, a escola franco-flamenga ou escola neerlandesa foi um movimento de renovação musical da Renascença que se desenvolveu a partir do século XV, nos Países-baixos borgonheses antes de se espalhar por toda a Europa. Caracterizou-se pelo grande desenvolvimento da polifonia e iniciou, assim, as bases da Harmonia moderna. O estilo franco-flamengo se espalhou graças à invenção da imprensa. É considerado o primeiro estilo internacional depois da uniformização do Canto gregoriano no século IX. A escola franco-flamenga se estende sobre todo o período de 1420 a 1600, mas distinguem-se cinco gerações sucessivas de compositores.

## Contexto histórico
Enquanto a Guerra dos cem anos entre a França e a Inglaterra chega ao fim, certos países não envolvidos com o conflito, como os Países baixos e a Borgonha, conhecem a paz e a prosperidade econômica. O desenvolvimento das fábricas, principalmente têxteis, nos Países baixos (Hainaut, Condado de Flandres, Principado de Liège, Ducado de Luxemburgo e Brabante) contribui para o desenvolvimento das Artes. Durante quase dois séculos, esses países foram, assim, palco do principal centro cultural da Europa.
Os compositores da escola franco-flamenga não se contentaram em permanecer em seu país, mas passaram a trabalhar em numerosos países europeus. Assim, viajaram para a Itália, Espanha, França e Alemanha, onde fizeram conhecer o seu estilo. Desta forma, o estilo se espalhou rapidamente, graças ao desenvolvimento da imprensa.

## Características da composição

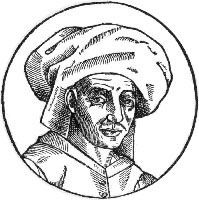
Josquin des Prez

O caráter da polifonia flamenga foi fortemente influenciado pela escola inglesa. Esta última, caracterizada pela superposição de terças, sobretudo no Fauxbourdon,  chegou à França após esta ser invadida pela Inglaterra por Guilherme o conquistador. Ali encontraram um notável sucesso as composições de um musicista, matemático e astrônomo inglês, John Dunstable, autor de canções sacras e profanas. Este foi um dos compositores mais influentes de todos os tempos.
Foi da produção inglesa que os compositores flamengos tomaram emprestada a superposição de terça e sexta que ainda correspondem à nossa sensibilidade acústica, abandonando as sucessões de quarta, quinta e oitava características dos períodos Ars Nova e Ars Antiqua.
O centro da composição flamenga é a tríade, isto é, a superposição de terças, acompanhando e introduzindo uma nova atenção ao desenvolvimento vertical da polifonia, embrião do que –bem mais tarde– será o fundamento da Harmonia. Algumas das regras modernas da composição vieram à luz nessa época, e dentre as mais notáveis podemos citar:
1. Proibição de criar quintas e oitavas paralelas, a fim de evitar o sabor arcaico que delas derivava.
2. A obrigação de que a superposição de vozes sempre formasse uma tríade consonante, permitindo  dissonâncias apenas sob forma de notas de passagem nos tempos fracos e sob forma de retardo sobre o tempo forte.

## As cinco gerações da escola franco-flamenga

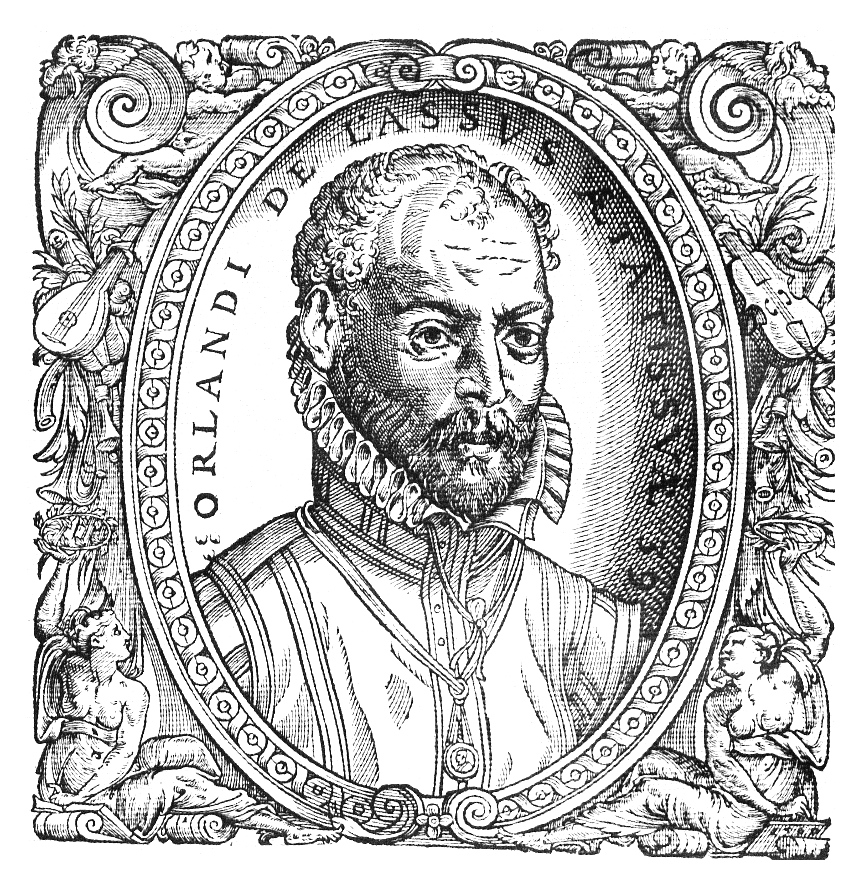
Orlande de Lassus

Na produção Flamenga do século XVI,  é costume fazer a distinção de 5 períodos ou gerações, separadas por cerca de vinte anos, e cada uma associada ao nome de um ou mais compositores importantes. Esta é obviamente uma classificação de conveniência: a evolução da linguagem musical foi (como sempre) contínua ao longo de todo o período.
- A primeira geração (1420-1450), também conhecida como Escola Borgonheza", foi dominada por Guillaume Dufay, Gilles Binchois e Antoine Busnois. Esta geração marca uma ruptura com música medieval. À sucessão de Quartas,  quintas e Oitavas, que marcaram a música de então, eles preferiram as superposições de terças e sextas e, consideraram um desenvolvimento vertical da música dentro da polifonia.
- A segunda geração (1450-1485), da qual Johannes Ockeghem foi o compositor mais importante é marcada pelo desenvolvimento dos motetos que se tornam os locais preferidos de experimentação do Contraponto.
- A terceira geração (1480-1520), principalmente com  Josquin des Prez, frequentemente considerado como o maior compositor belgo desta escola chamada "franco-flamenga, mas também Jacob Obrecht e Heinrich Isaac.
- A quarta geração (1520-1560): Adriaan Willaert e Jacob Clemens non Papa.
- A quinta geração (1560-1600), dominada por Orlande de Lassus.

Por volta do ano de 1600, o estilo franco-flamengo foi amplamente difundido em toda a Europa. Era o início da idade de ouro dos compositores italianos.

## Quadro sinótico dos compositores renascentistas (1400-1600)
Esta é uma linha do tempo com os principais e mais influentes compositores renascentistas, separados por período e estética musical.
Nota: Algumas datas possuem apenas valor aproximado.

## Lista de Compositores Franco-Flamengos
| - Abertijne Malcourt - Adrian Willaert - Adrianus Petit Coclico - Adrien Basin - Alexander Agricola - Andreas Pevernage - Antoine Brumel - Antonius Divitis - Arnold de Lantins - Arnold von Bruck - Benedictus Appenzeller - Cipriano de Rore - Clement Liebert - Colinet de Lannoy - Cornelis Verdonck - Cornelius Canis - Dominique Phinot - Egardus - Gaspar van Weerbeke - George de La Hèle - Gerardus Mes - Géry de Ghersem - Giaches de Wert - Gilles Binchois - Gilles Joye - Gilles Reingot - Guillaume Dufay - Guillielmus Messaus - Hayne van Ghizeghem | - Heinrich Isaac - Hubert Naich - Hubert Waelrant - Hugo de Lantins - Jacob Clemens non Papa - Jacob Obrecht - Jacob Regnart - Jacobus Barbireau - Jacobus de Kerle - Jacobus Vaet - Jacobus Vide - Jacques Arcadelt - Jacques Buus - Jacquet de Berchem - Jan Nasco - Jan van Wintelroy - Jean Japart - Jean Richafort - Jehan Fresneau - Jhan Gero - Jheronimus de Clibano - Jheronimus Vinders - Johannes Brassart - Johannes Ciconia - Johannes de Limburgia - Johannes de Stokem - Johannes Ghiselin - Johannes Lupi - Johannes Martini | - Johannes Matelart - Johannes Ockeghem - Johannes Prioris - Johannes Pullois - Johannes Regis - Johannes Tinctoris - Josquin des Prez - Ludovicus Episcopius - Lupus Hellinck - Mabriano de orto - Marbrianus de Orto - Martinus Fabri - Mathieu Gascongne - Matthaeus Pipelare - Nicolas Champion - Nicolas Gombert - Nicolas Payen - Noel Bauldeweyn - Nycasius de Clibano - Orlande de Lassus - Petrus de Domarto - Philippe de Monte - Philippe Rogier - Pierre de La Rue - Pierre de Manchicourt - Rinaldo del Mel - Theodor Evertz - Thomas Fabri - Tielman Susato |